# دوائر استدامة

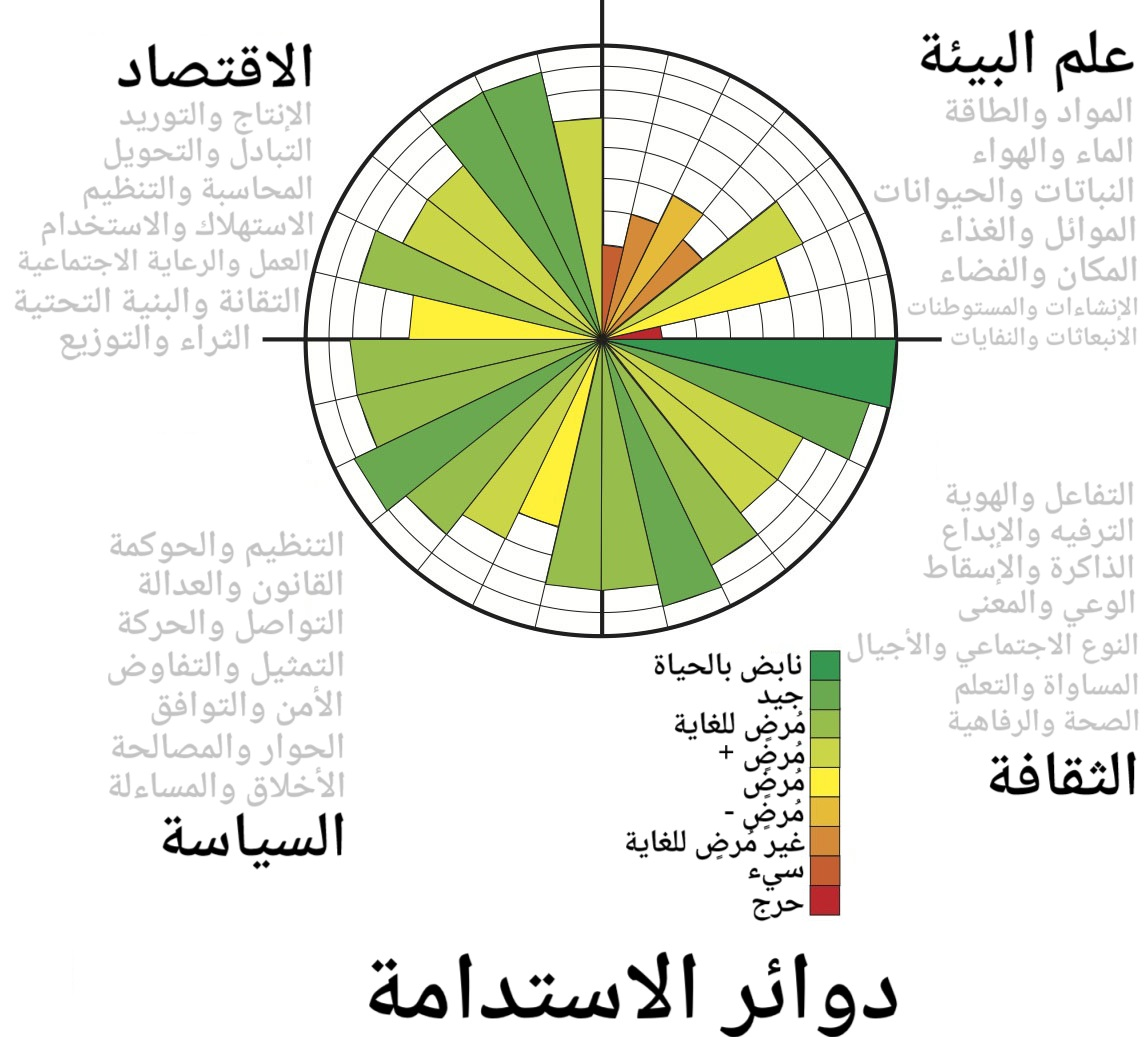
دائرة الاستدامة الممثلة لمدينة ملبورن في عام 2011. وعليها بالترتيب من اليمين إلى اليسار ثم من أعلى إلى أسفل معطيات استدامة كل من: البيئة – الاقتصاد – الثقافة - السياسة

دوائر الاستدامة طريقة لفهم وتقييم الاستدامة، ولإدارة المشاريع الموجهة نحو النتائج المستدامة اجتماعيًّا. تهدف للتعامل مع «المشاكل التي تبدو صعبةً» كتلك الموصوفة في نقاشات التنمية المستدامة. تستخدم الطريقة على الأغلب لأجل المدن والتجمعات المدنية

## تعريف عام
توفر دوائر الاستدامة، وتعاملها مع كل من المجالات الاجتماعية: البيئة والاقتصاد والسياسة والثقافة، توفر البعد التجريبي لطريقة تسمى «نظرية الانخراط». تطوير دوائر الاستدامة جزء من مشروع أكبر يسمى «دوائر الحياة الاجتماعية»، يستخدم نفس النموذج ذي المجالات الأربع لتحليل مسائل المرونة والتكيف والأمن والتصالح. يستخدم أيضًا في موضوعات مثل «دوائر صحة الأطفال» (مع وورلد فيجن).
كما تدل مخرجات مؤتمر ريو 20+ والمنتدى الحضري العالمي للمستوطنات البشرية في نابولي (2012) وفي ميديلين (2014)، فإن تقييم الاستدامة أمر موضوع على جدول الأعمال العالمي. ولكن كلما زاد تعقيد المشاكل كلما قلت قدرة أدوات تقييم الاستدامة الحالية على التقييم في المجالات المختلفة: الاقتصاد والعلوم البيئية والسياسة والثقافة. على سبيل المثال، تميل طريقة الحصيلة الثلاثية لأن تعتبر الاقتصاد نقطة تركيزها الأساسية مع اعتبار المجال البيئي مؤثرًا خارجيًّا. ثانيًا، فإن الأساس الكمي وحيد البعد للعديد من هذه الطرق يعني أن قدرتها محدودة على التعامل مع المسائل الكيفية. ثالثًا، فإن الحجم والنطاق والعدد الصرف للمؤشرات المتضمنة في العديد من هذه الطرق يعني أنها غالبًا ما تكون غير عملية وتقاوم التطبيق الفعال. رابعًا، التركيز المحدود لمجموعات المؤشرات الحالية يعني أنها لا تستطيع العمل في بيئات تنظيمية واجتماعية مختلفة – من شركات ومؤسسات أخرى، ومدن، ومجتمعات. معظم طرق المؤشرات، كالمبادرة العالمية لإعداد التقارير (آيزو14031)، محدودة بمنظمات شركات كبيرة ذات حدود اقتصادية وقانونية سهلة التحديد. طورت دوائر الاستدامة للاستجابة لهذه المحددات.

## خلفية تاريخية
بدأت هذه الطريقة بشكل أساسي كنتيجة لحالة عدم الرضى بالطرق الحالية للاستدامة والتطوير المستدام، والتي كانت تميل للتعامل مع الاقتصاد باعتباره المجال الأساسي والبيئة باعتبارها مؤثرًا خارجيًّا. شكل تطوران متزامنان قوة الدفع التي حرضت على الموضوع: مشروع كبير في بورتو أليغري، وورقة صادرة عن الأمم المتحدة بعنوان محاسبة للاستدامة، ورقة موجز، رقم 1، 2008. طور الباحثون طريقةً ومجموعةً تكامليةً من الأدوات لتقييم ومراقبة مسائل الاستدامة مع توفير التوجيه اللازم لتطوير المشروع. حسنت الطريقة أكثر فيما بعد عن طريق مشروعات في ملبورن وميلواكي، وعبر مشروع متعدد المجالات ممول من قبل المجلس الأسترالي للأبحاث بالتشارك مع منظمات عديدة من بينها مايكروسوفت أستراليا، فوجي زيروكس أستراليا، مدينة ملبورن، وورلد فيجن، برنامج الأمم المتحدة للمستوطنات، والأهم برنامج ميتروبّوليس. استُلهم مؤشر الدرجة الخضراء للمدينة في كندا من دراسة دائرة الأمم المتحدة للاستدامة. ولكن، وعلى عكس هذا النظام، تركز مجموعات بيانات المؤشر الكندي على قياس الأثر الفيزيائي للنشاط الإنساني وأثر المساحات الخضراء وهي أكثر موضوعية من المؤشرات الاقتصادية والثقافية.

## استخدام الطريقة
تستخدم الطريقة من قبل سلسلة من المنظمات العالمية بما فيها برنامج المدن الخاص بالميثاق العالمي للأمم المتحدة، والاتحاد العالمي لأهم المدن الكبرى، وورلد فّيجن لدعم انخراطها في المدن. تستخدم الطريقة أيضًا من قبل عدة مدن في أنحاء العالم بسبل مختلفة لإدارة مشاريع كبرى أو لتقديم مراجعات عن ملفاتها الخاصة بالاستدامة (من الأمثلة: حيدر أباد، يوهانسبرغ، ملبورن، نيودلهي، ساو بّاولو، طهران). وتعد طريقةً لفهم السياسة الحضرية والتخطيط الحضري، بالإضافة إلى إجراء تحليل استدامة وتحديد التنمية المستدامة.

### برنامج الأثر العالمي للمدن
يوفر برنامج ميثاق الأمم المتحدة للمدن المنهجية لانخراطه في المدن الموقعة له والتي يفوق عددها 80 مدينةً. على وجه الخصوص، أثرت بعض من المدن الأربع عشرة في البرنامج على تطوير طريقة دوائر الاستدامة عن طريق إدارتها لمشاريع كبرى، بعضها ذات كثافة شديدة والأخرى تشكل مزايا إضافية. تستخدم كلها منهجية شمولية متعددة الاختصاصات لتطوير استجابة للمسائل التي تتصف بصعوبتها الظاهرية.

#### مشروع بّورتو أليغري، فّيلا شوكولاتو
يشير مشروع فّيلا شوكولاتو إلى إعادة توطين نحو 1000 من سكان الأحياء الداخلية الفقيرة المسماة فّيلا شوكولاتو في مدينة بورتو أليغري في البرازيل. بدأ مشروع فّيلا شوكولاتو لإعادة التوطين في عام 2000 استجابةً للإخلاء المفاجئ للسكان، مع بحث أبناء المجتمع عن الموارد والدعم لكي ينقلوا مساكنهم عن طريق نظام الميزانية التشاركية الشهير في مدينة بّورتو أليغري. قادت مجموعة شبكة محلية متعددة المجالات عملية التحضير الطويلة لإعادة التوطين، وهي شبكة استدامة فّيلا شوكولاتو. بدأت المجموعة عملها بقرار من محكمة المنطقة، تي آر إف 4، وكانت تتكون من اتحاد سكان فّيلا شوكولاتو، وإدارات حكومية محلية، ووكالات فدرالية، ومنظمات غير حكومية، وقطاع الشركات. دعم مدينة بورتو أليغري المشروع عن طريق خطة التكافل المحلية للبلدية. اعتبر مشروع فّيلا شوكولاتو لإعادة التوطين في عام 2006 مشروعًا رائدًا لما أصبح حينها برنامج المدن الجديدة متعدد القطاعات مع جمع مجلس المدينة مجموعة مرجعية حاسمة لتحديد القضايا الحساسة ووضع حلول مشتركة لتلك القضايا المعنية بإعادة التوطين.
نجح المشروع التعاوني طويل الأمد في إعادة إسكان مجتمع كامل من سكان الأحياء الفقيرة، وأثر أيضًا على إعادة هيكلة كيفية تعامل المدينة مع الأحياء الفقيرة. ضمن المشروع ترافق مفهوم الاستدامة مع إعادة الإسكان عن طريق تغييرات كإنشاء مستودعات إعادة تدوير قرب الأحياء الفقيرة الموجودة وتطوير منشأة رسمية للفرز وإعادة التدوير في الموقع الجديد، وهو مشروع نوفّا شوكولاتو السكني، المرتبط بعملية جمع النفايات من المدينة (مثال على ربط المجالات الفرعية الخاصة بكل من «الانبعاثات والنفايات» و«التنظيم والحوكمة»)، وتأسيس مركز طفولة مبكرة مدعوم بالموارد الكاملة في المجتمع الجديد. تستمر مجموعة شبكة فّيلا شوكولاتو للاستدامة في إجراء اللقاءات والعمل مع المجتمع عقب إعادة التوطين. يستخدم هذ النموذج المقاد بواسطة شبكة من قبل مدينة بّورتو أليغري في مستوطنات أخرى غير رسمية.

#### مشروع استدامة المياه في ميلواكي
في عام 2009، أرادت ميلواكي، ويسكونسن، الولايات المتحدة الأمريكية معالجة مسألة جودة المياه في المدينة. أصبحت منهجية دوائر الاستدامة أساسًا لمشروع مدينة تكاملية. في فترة تطبيق الطريقة (2009-الوقت الحاضر) أعيد اكتشاف قيمة الماء من وجهة نظر صناعية ومن منظور أوسع خاص بالمجتمع.
في عام 2011، ربحت ميلواكي جائزة الولايات المتحدة الأمريكية للمياه التي يقدمها تحالف أمريكا للمياه النظيفة، بالإضافة إلى جائزة برنامج آي بي إم «مدن أفضل» بقيمة 500,000$. جذب المجتمع أيضًا بعض رواد المبتكرين في مجال معالجة المياه، وهو يؤسس كلية دراسات عليا لعلوم مياه الشرب في جامعة ويسكونسن-ميلواكي.

### ميتروبوليس (الاتحاد العالمي لأهم المدن الكبرى)
استخدمت الطريقة لأول مرة من قبل ميتروبّوليس لأجل المفوضية 2، 2012، إدارة النمو الحضري. طلب من هذه المفوضية، والتي اجتمعت في الفترة الكائنة بين عامي 2009-2011، تقديم توصيات للاستخدام من قبل أعضاء ميتروبوليس البالغ عددهم 120 مدينة فيما يخص إدارة النمو. نشر تقرير المفوضية الذي استخدم منهجية دوائر الاستدامة على شبكة الويب بثلاث لغات -الإنجليزية والفرنسية والإسبانية- وتستخدمه المدن الأعضاء دليلًا للممارسة.
في عام 2011، دعي الفريق البحثي من قبل ميتروبوليس للعمل مع الحكومة الفيكتورية وبرنامج المدن في إحدى مبادراتهم الكبرى. كانت المنهجية محورية في الطريقة التي استخدمتها «مبادرة التخطيط الاستراتيجي التكاملي والشراكات العامة-الخاصة» التي نظمتها ميتروبوليس، 2012-2013 للمدن الهندية والبرازيلية والإيرانية. أقيمت ورشة في نيودلهي 26-27 يوليو 2012، واستخدم كبار المخططين من نيودلهي وحيدر أباد وكلكتا طريقتي التقييم المستخدمتين في دوائر الاستدامة لتخطيط استدامة مدنهم كجزء من تطوير خططهم الحضرية. من المدن الأأخرى التي استخدمت نفس الأدوات طهران (في خطة مشاريعها الكبرى) وساو باولو (في خطة مشاريعها الماكرو-ميتروبوليتانية).
منذ عام 2012، عمل برنامج المدن وميتروبوليس معًا لتحسين طريقة «دوائر الاستدامة» لاستخدامها مع منظورهما الخاص بالمدن الأعضاء في كل منهما. عينت خلية مهمات ميتروبوليس خاصة بمهمة تطوير الطريقة أكثر.

### ذا إيكونوميست
في عام 2011، دعت مجلة ذا إيكونوميست بول جيمز (مدير برنامج المدن التابع لميثاق الأمم المتحدة) وتشيتان فّيديا (مدير المعهد الوطني للشؤون الحضرية، الهند) لمناظرة عن مسألة الاستدامة الحضرية ونمو المدن. قادت المناظرة لأكثر من 200 رسالة للمحرر كإجابات مباشرة بالإضافة إلى العديد من الاقتباسات والاستشهادات على المواقع الأخرى.

### وورلد فّيجن
في عام 2011، قررت وورلد فيجن، تقديرًا منها لأهمية عمليتي التمدين والعولمة في تغيير واقع الفقر في العالم، -تحويل وجهة اهتمامها إلى البيئة الحضرية. كان ما نسبته 80 بالمئة من مشاريعها في المجتمعات الريفية الصغيرة سابقًا. تدعم دوائر الاستدامة حاليًّا هذا التوجه وتجري دراسات أولية الآن في الهند وجنوب أفريقيا ولبنان وإندونيسيا وأماكن أخرى لتعديل الطريقة بحيث يمكن تطبيقها في بعض الحالات المعقدة في المدن.